# 杜克大学蓝魔队
杜克大学蓝魔队（英語：Duke Blue Devils）共有27支运动队代表杜克大学参加国家大学体育协会（NCAA）第一级别的各项赛事，属于大西洋沿岸联盟的成员。其名称“蓝魔”源于法语的，是第一次世界大战时法军阿尔卑斯山地部队（Chasseurs Alpins）的昵称。

## 全国冠军
杜克大学蓝魔队共获得过16次NCAA全国冠军头衔：
- 男子（9次）
  - 篮球（5次）：1991年、1992年、2001年、2010年、2015年
  - 袋棍球（3次）：2010年、2013年、2014年
  - 足球（1次）：1986年
- 女子（7次）
  - 高尔夫（6次）：1992年、 2002年、2005年、2006年、2007年、2014年
  - 网球（1次）：2009年